# شاهزاده ناروهیکو هیگاشیکونی
ارتشبد شاهزاده ناروهیکو هیگاشیکونی (انگلیسی: General Prince Naruhiko Higashikuni؛ زادهٔ ۳ دسامبر ۱۸۸۷ – درگذشتهٔ ۲۰ ژانویه ۱۹۹۰) یک شاهزاده اهل ژاپن که از ۱۷ اوت ۱۹۴۵ تا ۹ اکتبر ۱۹۴۵ نخست‌وزیر این کشور بود.
شاهزاده ناروهیکو هیگاشیکونی در ۲۰ ژانویه ۱۹۹۰ در سن ۱۰۲ سالگی بر اثر نارسایی قلبی درگذشت. وی دارای درازترین طول عمر در بین نخست‌وزیران همه دوران همراه با آنتوان پینای، ویلم دریس و کریستوفر هورنسرود بود.